# Метт Веллс
Метт Веллс  (англ. Matt Wells; нар. 14 вересня 1979) — британський веслувальник, олімпійський медаліст.

## Виступи на Олімпіадах
| Олімпіада   | Дисципліна   | Місце |
| ----------- | ------------ | ----- |
| Сідней 2000 | одиночка     | 9     |
| Афіни 2004  | двійка парна | 8     |
| Пекін 2008  | двійка парна | 3     |